# Delfimeus laetus
Delfimeus laetus är en insektsart som först beskrevs av Hölzel 1968.  Delfimeus laetus ingår i släktet Delfimeus och familjen myrlejonsländor. Inga underarter finns listade i Catalogue of Life.